# Asparagus rigidus
Asparagus rigidus är en sparrisväxtart som beskrevs av John Peter Jessop. Asparagus rigidus ingår i släktet sparrisar, och familjen sparrisväxter. Inga underarter finns listade i Catalogue of Life.